# BoA
|  | Aquest article tracta sobre una cantant sud-coreana de pop. Si cerqueu el seu àlbum igualment titulat, vegeu «BoA (àlbum)». |

BoA (권보아 Kwon Boa) és una cantant de K-Pop i J-Pop nascuda el 5 de novembre de 1986 a Guri, Corea del Sud.
Ha tret nou àlbums d'estudi, tres mini-àlbums, dues compilacions i dos àlbums de remescles, i més de vint singles entre els llançats en Corea i Japó. Els seus discos també han estat llançats en versions overseas a través d'Àsia i les seues vendes totals arriben als 10 milions de còpies. La primera llengua de BoA és el coreà, però a més parla japonès, anglès, i ha fet algunes versions de les seues cançons en xinès mandarí. També BoA ha compost i escrit diverses de les lletres de les seues cançons, com la versió coreana de Double.
Avui dia, BoA és considerada com una de les cantants més populars de Corea i Japó, i és una de les líders de l'anomenada "Korean Wave".
BoA ha batut rècords amb els seus temes més reeixits, com No.1, Valenti, o Llisten to My Heart. Ha progressat a passos engegantits en la música amb els seus reeixits àlbums llançats en coreà i japonès (BoA en el seu moment va tenir el 75% de les exportacions musicals de Corea).
Algunes declaracions han dit que BoA contribueix a establir i millorar les relacions entre Corea i Japó, en resposta a les rivalitats a Àsia de l'Est com a resultat de guerres prèvies i conflictes.
SM Entertainment va estendre el seu contracte amb BOA fins a l'any 2012.

## Biografia

### Els primers anys
BoA va créixer a Corea del Sud al costat dels seus dos germans grans. Als onze anys BoA va acompanyar a un dels seus germans a una recerca de talents que portava a terme la companyia SM Entertainment, que en aquell moment estava cercant una nova icona internacional. Després que els seus pares acceptaren de mala gana deixar-la perseguir una carrera com a cantant abans d'acabar els seus estudis, BoA va rebre classes de cant, ball e idiomes estrangers, per a així preparar el seu debut a Corea.

### ID; Peace B
Als 13 anys, després de dos anys de preparació, BoA va editar el seu àlbum debut, ID; Peace B, l'1 d'agost de 2000, sota el nom artístic de BoA (Beat of Angel). L'àlbum va ser altament aclamat i va assolir el dècim escaló de les llistes d'èxit coreanes, arribant a vendre 218.114 còpies. L'àlbum i la promoció d'aquest van ser enlluernadors, a causa del talent per a cantar i ballar de BoA, la qual cosa va ajudar que fans de l'estranger guanyaren interès en ella. Mentrestant, SM Entertainment, negociava amb el gegant de la música japonesa, Avex Trax, per a llançar la seua carrera musical al Japó.

### Don't start now Jumping into the World
Al començament de 2001, BoA va llançar el seu primer mini-àlbum, Don't start now Jumping into the World. Després que aquest disc fos editat, BoA va fer una pausa en la seua carrera musical a Corea per a així centrar-se en el mercat japonès. Els mesos anteriors a l'eixida de la seua primer single japonès els va passar completament en aquest país, i a BoA solament se li permetia parlar en japonès de manera que poguera solidificar el seu domini de la llengua. BoA ha descrit aquest període com un dels més solitaris en la seua vida.

### BoA en SM Town
BoA ha participat amb els més grans artistes de K-Pop a Corea per a fer àlbums de recopilació anomenats "SMTOWN". BoA ha participat en els següents àlbums:
- Winter Vacation in SMTOWN.com 8 de desembre, 2000

"Look out the window (Waiting for White Christmas)" - SM Town
"Merry Christmas"
- Winter Vacation in SMtown.com - Angel Eyes 4 de desembre, 2001

"Angel Eyes" - SM Town
"Feliz Navidad"
"겨울바람" (Winter Wind)
- Summer Vacation In SMTown.com 10 de juny, 2002

"Summer Vacation" - SM Town
"My Boy"
"Amazing Kiss"
- 2002 Winter Vacation in SMTOWN.com - My Angel My Light 6 de desembre, 2002

"My Angel, My Light" - SM Town
"Snow in My Mind" - Shoo, BoA, M.I.L.K, Isak N Jiyeon
"Dear My Family" - SM Town
"Jewel Song"
- 2003 Summer Vacation in SMTOWN.com 18 de juny, 2003

"Hello! Summer!" - SM Town
"Summer in Dream" - 희준 (Hee Jun), Shoo, BoA, 재원 (Jae Won), 현진 (Hyun Jin), 재영 (Jae Young)
"Romeo"
"Maybe" *Aquest tema mai va arribar a editar-se en aquesta compilació.
- 2003 Winter Vacation In SMTOWN.com 8 de desembre, 2003

"두번째 겨울" (SnowFlake) - Kang Ta, Moon Hee Jun, Shoo, Fly to the Sky, BoA, 진영 (Jin Young), 지연 (Ji Yeon) & Dana
"Feel the Same"
- 2004 Summer Vacation in SMTOWN.com 2 de juliol, 2004

"여름편지" (Hot Mail) - SM Town
"Lollipop"
"Midnight Parade"
- '06 SUMMER SMTOWN 20 de juny, 2006

"태양은 가득히" (Red Sun) - SMTown
"TOUCH"
- 2006 WINTER SMTOWN - Snow Dream 12 de desembre, 2006

"Snow Dream" - SM TOWN
"DOTCH"
- 2007 Summer Smtown - Fragile 4 de juliol, 2007

"Let's Go on Vacation " - SM TOWN
"Eve's Warning " amb Shindong

## Discografia Japó

### Àlbums

#### Estudi
1. LISTEN TO MY HEART, 13 de març, 2002 - #1
2. VALENTI, 29 de gener, 2003 - #1
3. LOVE & HONESTY, 15 de gener, 2004 - #1
4. OUTGROW, 15 de febrer, 2006 - #1
5. MADE IN TWENTY (20), 17 de gener, 2007 - #1
6. THE FACE, 27 de febrer, 2008 - #1

#### Remescles
1. Peace B. REMIXES, 7 d'agost, 2002 - #18
2. NEXT WORLD, 27 d'agost, 2003 - #4

#### Recopilacions
- K-pop Selection, 3 de març, 2004 - #13

1. BEST OF SOUL, 2 de febrer, 2005 - #1

### Singles
1. ID; Peace B, 30 de maig, 2001
2. Amazing Kiss, 25 de juliol, 2001
3. Kimochi wa tsutawaru (気持ちはつたわる), 5 de desembre, 2001
4. LISTEN TO MY HEART, 12 de gener, 2002
5. Every Heart -minna no kimochi- (Every Heart -ミンナノキモチ-), 13 de març, 2002
6. Don't Start Now, 29 de maig, 2002
7. VALENTI, 28 d'agost, 2002
8. Kiseki / NO.1, (奇蹟 / NO.1), 19 de setembre, 2002
9. JEWEL SONG / BESIDE YOU -boku wo yobu koe- (JEWEL SONG / BESIDE YOU -僕を呼ぶ声-), 11 de diciembre, 2002
10. Shine We Are! / Earthsong, 14 de maig, 2003
11. DOUBLE, 22 d'octubre, 2003
12. Rock With You, 3 de desembre, 2003
13. Be the one, 11 de febrer, 2004
14. QUINCY, 1 de setembre, 2004
15. Meri Kuri (メリクリ), 1 de desembre, 2004
16. DO THE MOTION, 30 de març, 2005
17. make a secret, 31 d'agost, 2005
18. Dakishimeru (抱きしめる), 23 de novembre, 2005
19. Everlasting, 18 de gener, 2006
20. Nanairo no Ashita ~brand new beat~ / Your Color (七色の明日~brand new beat~ / Your Color), 5 d'abril, 2006
21. KEY OF HEART / DOTCH, 9 d'agost, 2006
22. Winter Love, 1 de novembre, 2006
23. Sweet Impact, 25 d'abril, 2007
24. LOVE LETTER, 26 de setembre, 2007
25. LOSE YOUR MIND feat.Yutaka Furukawa from DOPING PANDA, 12 de desembre, 2007
26. be with you., 20 de febrer, 2008
27. Vivid, 4 de juny, 2008
28. Eien/Universe/Believe in Love (永遠/Universe/Believe in Love), 18 de febrer, 2009

#### Altres senzills
- the meaning of peace amb Kumi Koda, 19 de desembre, 2001
- Don't start now, 29 de maig, 2002
- Everything Needs Love (Mondo Grosso con BoA), 30 d'octubre, 2002
- Holiday Palmdrive amb BoA & Akira, 26 de febrer, 2003
- Show Me What You Got (BRATZ con BoA & Howie D.), 26 de setembre, 2003
- The Love Bug (m-flo loves BoA), 17 de març, 2004
- Merry Christmas from BoA (single digital), 7 de desembre, 2005

## Discografia Corea

### Àlbums

#### Estudi
1. ID; Peace B, 26 d'agost, 2000 - #10
2. NO.1, 13 de març, 2002 - #1
3. Atlantis Princess, 30 de maig, 2003 - #1
4. My Name, 15 de juny, 2004 - #1
5. Girls on Top, 23 de juny, 2005 - #3

#### Mini-àlbums
1. Jumping into the World, 3 de març, 2001 - #6
2. Miracle, 24 de setembre, 2002 - #4
3. Shine We Are!, 4 de desembre, 2003 - #3

### Senzills
1. Double, 22 d'octubre, 2003
2. Rock With You, 3 de desembre, 2003
3. Merry-Chri, 1 de desembre, 2004
4. Everlasting, 18 de gener, 2006

## Filmografia
- Veïns invasors (Veu de Heather en la versió coreana i japonesa)

## DVD
Corea
- History of BoA 2000–2002

Japó
- 8 films and More
- 1st LIVE TOUR 2003 -VALENTI-
- LIVE TOUR 2004 -LOVE & HONESTY-
- ARENA TOUR 2005 -BEST OF SOUL-
- BoA THE LIVE 裏ボア…聴かせ系 (BoA The Live - Ura BoA Kikase Kei)
- BoA COMPLETE CLIPS 2004-2006
- ARENA TOUR 2007 "MADE IN TWENTY(20)"